# Sigmundur Brestisson
Sigmundur Brestisson (født 961, død 1005) var en vikingehøvding, som på kongebud forkyndte læren om Hvíta Krist (kristendommen) på tinget i Tinganes omkring år 1000.
Han var søn af Brestir Sigmundsson, der i foråret 975 dræbtes i kamp af Tróndur í Gøtu. Den syvårige Sigmundur blev opfostret hos Tróndur. Allerede samme sommer sendte Tróndur Sigmundur og hans fætter Tóri Beinisson til Norge i håb om, at de aldrig ville vende tilbage. I 984 opsøgte Sigmundur Brestisson og Tóri Håkon jarl konge af Norge, hvor de blev hans hirdmænd. Sigmund og Tóri blev sendt ud på vikingetogter til Sverige og senere til Novgorod i Rusland, og overalt hærgede og plyndrede de.
I 988 vendte de to fætre Sigmundur og Tóri tilbage til Færøerne med to skibe og 120 mand for at hævne drabet på deres fædre. Øssur Havgrímsson blev dræbt, der blev sluttet forlig med de andre indblandede i striden og der blev enighed om at lade Håkon jarl dømme. Håkon jarl dømte, at Tróndur í Gøtu skulle betale fuld mandebod for Sigmunds og Tóris fædre. Sigmundur fik halvdelen af Færøerne i len af Håkon jarl, som selv skulle have den anden halvdel. Ved at acceptere dommen gik Sigmundur reelt med til, at Færøerne blev et norsk lydområde.
På Altinget (Lagting) på Tinganes (i dag Tórshavn) blev Tróndur i Gøtu tvunget til at acceptere Sigmunds og Håkons jarls nyordning. År 999 angreb Sigmundur med 30 bevæbnede mænd høvdingen Tróndur, der med våbenmagt blev tvunget til at gå over til kristendommen. Men da de forsamlede færinger med Tróndur i spidsen afviste den nye lære, fordi de så kristendommen som Sigmunds undskyldning for at tilrane sig magten over øerne, valgte han en lidt mindre flatterende fremgangsmåde i sit missionsarbejde. I nattens mulm og mørke sejlede han med sit bedste mandskab til Gøta og tvang sig adgang til Trónds gård, hvor han hev Tróndur op af sengen og gav ham valget mellem at konvertere til kristen tro eller blive halshugget.
Pragmatisk som Tróndur var, accepterede han disse vilkår, men ifølge Færingesagaen svor Tróndur hævn i 1005 og samlede sine mænd  en nat for at angribe Sigmundur på Skúvoy, hvor de tog ham på sengen. Sigmundur og hans tro følgesvend og fætter Tóri Beinirsson sprang i havet sammen med karlen Einar på Suðuroy. Deres svømmetur er legendarisk og bl.a. gengivet i det meget folkekære kvad Sigmundarkvæði yngra (Det yngre kvad om Sigmund), som alle børn på Færøerne stifter bekendtskab med i undervisningen. Mens Tóri og Einar døde på svømmeturen, lykkedes det Sigmundur at nå Sandvík på Suðuroy, hvor han blev dræbt af bonden Torgrímur Illi (en af Trónds mænd).
Sigmundur Brestissons gravsten Sigmundarsteinur står på kirkegården i Skúvoy. Stenen har et indhugget kors, men ingen runer.